# 심충겸 선생 묘 및 신도비
심충겸 선생 묘 및 신도비는 대한민국 경기도 양평군 옥천면 아신리에 있다. 1986년 5월 30일 양평군의 향토유적 제7호로 지정되었다.

## 개요
묘는 정경부인 전주 이씨와 합장묘로서 남쪽을 정면으로 하고 있다. 묘 앞에는 묘비, 상석, 향로석이 있고 그 좌우에는 망주석, 문인석 등이 각각 배치되어 있다. 신도비는 묘에서 동쪽으로 약 20m 떨어진 곳에 위치한다. 비의 형태는 이수가 없는 월두형이다. 비문은 신흠(申欽)이 글을 짓고 심열(沈悅)이 글을 썼다. 묘역의 남동쪽에는 선생을 제향하는 충익사(忠翼祠)가 있다.

## 같이 보기
- 심충겸